# Sinupetraliella litoralis
Sinupetraliella litoralis is een mosdiertjessoort uit de familie van de Petraliidae. De wetenschappelijke naam van de soort is voor het eerst geldig gepubliceerd in 1932 door Hastings.